# THE THROTTLE
THE THROTTLE（ザ・スロットル）は、日本のスリーピース・ロックンロール・バンド。

## メンバー
RYO-CHANG（リョーチャング）
- 髙岩 遼（たかいわ りょう）
- ボーカル、キーボード担当。
- 1990年8月27日生まれ。岩手県宮古市出身。
- SANABAGUN.のボーカル、ソロ歌手、俳優としても活動。

SHU-GO（シューゴ）
- 熊田 州吾（くまだ しゅうご）
- ギター、ボーカル、コーラス担当。
- 1990年10月12日生まれ。神奈川県藤沢市出身。

ARISA（アリサ）
- 成田 有沙（なりた ありさ）
- ドラム担当。
- 1988年9月10日生まれ。埼玉県さいたま市出身。

## 元メンバー
田上 良地（たがみ りょうじ）
- ベース、ボーカル担当。オリジナルメンバー。2017年脱退。

向後 寛隆（こうご ひろたか）
- ギター、ボーカル担当。2015年加入。2017年脱退。

P.B.Z（ピー・ビー・ズィー）
- 秋山 博貴（あきやま ひろき）
- キーボード、マニピュレーター、コーラス担当。2017年加入。2020年10月脱退。
- 1990年4月4日生まれ。千葉県銚子市出身。

AI（アイ）
- 菊池 藍（きくち あい）
- ベース、コーラス担当。2017年加入。
- 1990年生まれ。東京都出身。

## 来歴
- 2013年5月25日 - 同じ大学の高岩遼、熊田州吾、田上良地、成田有沙で結成。
- 2014年 - 1stミニアルバム『THE THROTTLE』を路上・ライブハウス限定発売。
- 2015年10月26日 - 自主企画ライブイベント「The Throttle 1st ALBUM『GREATEST HITS』Premium Release Party 〜革命〜」開催。The Throttleのほか岩間俊樹（SANABAGUN.）、Suchmosが出演[1]。同イベントにて向後寛隆が加入。1stアルバム『GREATEST HITS』を路上・ライブハウス限定発売。
- 2016年1月1日 - バンド表記を『The Throttle』より『THE THROTTLE』へ変更。5月6日 - ビクターエンタテインメント内レーベルCONNECTONEによる初の主催ライブイベント「CONNECTONE NIGHT Vol.1」に他の所属アーティストとともに出演[2]。9月7日 - CONNECTONEより初の全国流通盤「LET'S GO TO THE END」でメジャー・デビュー[3]。12月20日 - 東京・六本木VARIT.でマンスリーイベント「Rocker Room」を開始[4]、3000本に及ぶ路上ライブを卒業[5]。
- 2017年1月1日 - バンド名表記をザ・スロットルに変更。5月末 - 自主企画ライブ「ROCKER ROOM Vol.5」にて田上良地（B）の脱退と、菊池藍（B）と秋山博貴（Key）の加入を発表[6]。

## ミュージック・ビデオ
| 監督     | 曲名                | 備考             |
| 山田建人 | ROYAL HOST ROCK     |                  |
| 山田建人 | Her Mom Said        | 世界初完全無音MV |
| 神崎峰人 | LET'S GO TO THE END |                  |
|          | You Can Make It!    |                  |
| 神崎峰人 | Rock This Town      |                  |
|          | The 2nd Time Around |                  |
|          | Hot Wheel           |                  |
|          | BONITA              |                  |
| 神崎峰人 | Don't Let It Go     |                  |

## 主なライブ

### ワンマンライブ・主催イベント
- 2015年
  - 08月02日 - ロール・オーバー・バッハ！
  - 10月26日 - 1st ALBUM『GREATEST HITS』Premium Release Party 革命
  - 12月20日 - 20代のクリスマスはロックンロールだろ
- 2016年
  - 02月10日 - 水曜日のスロットル vol.01
  - 03月02日 - 水曜日のスロットル vol.02
  - 04月06日 - 水曜日のスロットル vol.03
  - 05月18日 - 水曜日のスロットル vol.04
  - 06月22日 - 水曜日のスロットル vol.05
  - 07月27日 - 水曜日のスロットル vol.06
  - 08月24日 - 水曜日のスロットル vol.07 FINAL
  - 09月08日 - 『LET’S GO TO THE END』発売記念ロックンロールナイト！
  - 10月26日 - 『LET’S GO TO THE END』リリースパーティーワンマンライブ「いこう、最後まで。」

### 出演イベント
- 2015年
  - 07月05日 - SISTERJET 勝手にPARTY Vo.1
  - 12月31日 - DRIVE IN SHELTER
  - 12月31日 - NEW YEAR FROM HERE
- 2016年
  - 01月19日 - TOKYO FRIEND PARK vol.2
  - 01月26日 - DRIVE IN SHELTER
  - 05月06日 - CONNCTONE NIGHT Vol.1
  - 05月28日 - SUNNY SUNDAY SMILE
  - 07月22日 - VORTEX
  - 07月29日 - 新宿LOFT 40th Anniversary Fes
  - 08月05日 - 新宿LOFT 40th Anniversary Fes
  - 08月07日 - SPEAKEASY(シークレットゲスト)
  - 09月18日 - Let's Groove